# Vakoun Issouf Bayo
Vakoun Issouf Bayo, född 10 januari 1997, är en ivoriansk fotbollsspelare som spelar för Watford.

## Klubbkarriär
I januari 2019 värvades Bayo av Celtic, där han skrev på ett fyraårskontrakt. Den 12 augusti 2020 lånades Bayo ut till Toulouse på ett låneavtal över säsongen 2020/2021. Han debuterade och gjorde två mål i Ligue 2 den 29 augusti 2020 i en 3–5-förlust mot Grenoble Foot 38.
I juli 2021 värvades Bayo av belgiska Gent, där han skrev på ett fyraårskontrakt. Den 22 december 2021 lånades Bayo ut till Charleroi på ett låneavtal över resten av säsongen. Efter en lyckad utlåning utnyttjade Charleroi en köpoption i låneavtalet ock Bayo skrev den 16 maj 2022 på ett fyraårskontrakt med klubben.
Den 2 juli 2022 värvades Bayo av EFL Championship-klubben Watford, där han skrev på ett femårskontrakt. Den 30 januari 2023 återvände Bayo till belgiska Charleroi på ett låneavtal över resten av säsongen.

## Landslagskarriär
Bayo debuterade för Elfenbenskustens landslag den 12 oktober 2018 i en 4–0-vinst över Centralafrikanska republiken, där han blev inbytt i den 82:a minuten mot Jonathan Kodjia.